# FKブドゥチノスト・バナツキ・ドヴォル
フドバルスキ・クルブ・ブドゥチノスト・バナツキ・ドヴォル（セルビア語: Фудбалски клуб Будућност Банатски Двор, セルビア・クロアチア語: Fudbalski klub Budućnost Banatski Dvor）は、セルビアのヴォイヴォディナ・バナツキ・ドヴォルをホームタウンとしていたサッカークラブである。

## 歴史
1929年に創設された。
2003-04シーズンにはセルビア・モンテネグロカップ決勝に進出したがレッドスター・ベオグラードに敗れた。
2006年にFKプロレテル・ズレニャニンと合併しFKバナト・ズレニャニンとなった。

## 歴代所属選手
- ネナド・コヴァチェヴィッチ 2000-2002
- スルジャン・バリャク 2002, 2003-2006
- ゾラン・トシッチ 2005-2006
- ニコラ・ドリンチッチ 2005-2006